# Pilar Alegría
María del Pilar Alegría Continente (Saragozza, 1º novembre 1977) è una docente e politica spagnola, ministra dell'istruzione nel II e III Governo Sánchez.

## Biografia
Nata a Saragozza, ha un diploma in Insegnamento con specializzazione in Educazione Primaria conseguito presso l'Università di Saragozza e un Master in Studi Avanzati in Educazione Sociale presso l'Università Complutense di Madrid. Membro del PSOE, è stata coordinatrice del Segretariato federale dell'educazione e della scienza, capo del gabinetto del dipartimento dell'istruzione, della cultura e dello sport del governo di Aragona. Nel 2008 è entrata in politica nazionale quando è stata eletta al Congreso come deputata per la provincia di Saragozza come seconda candidata nella lista del PSOE.
Nel luglio 2021, il presidente Sánchez ha nominato Alegria ministro dell'Istruzione e della formazione professionale al posto di Isabel Celaá. Si è insediata ufficialmente il 12 luglio 2021.